# Grand Prix Nizozemska 1958
Grand Prix Nizozemska 1958 (oficiálně VII Grote Prijs van Nederland) se jela na okruhu Circuit Zandvoort v Zandvoortu v Nizozemsku dne 26. května 1958. Závod byl třetím v pořadí v sezóně 1958 šampionátu Formule 1.

## Kvalifikace
| Poř.   | No. | Jezdec                  | Konstruktér   | Čas    | Ztráta |
| ------ | --- | ----------------------- | ------------- | ------ | ------ |
| 1      | 3   | Stuart Lewis-Evans      | Vanwall       | 1:37.1 | —      |
| 2      | 1   | Stirling Moss           | Vanwall       | 1:38.0 | +0.9   |
| 3      | 2   | Tony Brooks             | Vanwall       | 1:38.1 | +1.0   |
| 4      | 14  | Jean Behra              | BRM           | 1:38.4 | +1.3   |
| 5      | 8   | Jack Brabham            | Cooper–Climax | 1:38.5 | +1.4   |
| 6      | 5   | Mike Hawthorn           | Ferrari       | 1:39.1 | +2.0   |
| 7      | 15  | Harry Schell            | BRM           | 1:39.2 | +2.1   |
| 8      | 9   | Maurice Trintignant     | Cooper–Climax | 1:39.2 | +2.1   |
| 9      | 7   | Roy Salvadori           | Cooper–Climax | 1:39.2 | +2.1   |
| 10     | 4   | Peter Collins           | Ferrari       | 1:39.3 | +2.2   |
| 11     | 17  | Cliff Allison           | Lotus–Climax  | 1:39.4 | +2.3   |
| 12     | 6   | Luigi Musso             | Ferrari       | 1:39.5 | +2.4   |
| 13     | 16  | Graham Hill             | Lotus–Climax  | 1:39.8 | +2.7   |
| 14     | 12  | Masten Gregory          | Maserati      | 1:42.0 | +4.9   |
| 15     | 11  | Jo Bonnier              | Maserati      | 1:42.3 | +5.2   |
| 16     | 10  | Giorgio Scarlatti       | Maserati      | 1:44.6 | +7.5   |
| 17     | 18  | Carel Godin de Beaufort | Porsche       | 1:46.7 | +9.6   |
| Zdroj: |     |                         |               |        |        |

## Závod
| Poř.   | No. | Jezdec                  | Konstruktér   | Počet kol | Čas/Odstoupení    | Pořadí na startu | Body |
| ------ | --- | ----------------------- | ------------- | --------- | ----------------- | ---------------- | ---- |
| 1      | 1   | Stirling Moss           | Vanwall       | 75        | 2:04:49.2         | 2                | 9    |
| 2      | 15  | Harry Schell            | BRM           | 75        | +47.9             | 7                | 6    |
| 3      | 14  | Jean Behra              | BRM           | 75        | +1:42.3           | 4                | 4    |
| 4      | 7   | Roy Salvadori           | Cooper-Climax | 74        | +1 kolo           | 9                | 3    |
| 5      | 5   | Mike Hawthorn           | Ferrari       | 74        | +1 kolo           | 6                | 2    |
| 6      | 17  | Cliff Allison           | Lotus-Climax  | 73        | +2 kola           | 11               |      |
| 7      | 6   | Luigi Musso             | Ferrari       | 73        | +2 kola           | 12               |      |
| 8      | 8   | Jack Brabham            | Cooper-Climax | 73        | +2 kola           | 5                |      |
| 9      | 9   | Maurice Trintignant     | Cooper-Climax | 72        | +3 kola           | 8                |      |
| 10     | 11  | Jo Bonnier              | Maserati      | 71        | +4 kola           | 15               |      |
| 11     | 18  | Carel Godin de Beaufort | Porsche       | 69        | +6 kol            | 17               |      |
| Ret    | 10  | Giorgio Scarlatti       | Maserati      | 52        | Hřídel            | 16               |      |
| Ret    | 3   | Stuart Lewis-Evans      | Vanwall       | 46        | Motor             | 1                |      |
| Ret    | 16  | Graham Hill             | Lotus-Climax  | 40        | Přehřátí          | 13               |      |
| Ret    | 4   | Peter Collins           | Ferrari       | 32        | Převodovka        | 10               |      |
| Ret    | 12  | Masten Gregory          | Maserati      | 16        | Palivové čerpadlo | 14               |      |
| Ret    | 2   | Tony Brooks             | Vanwall       | 13        | Hřídel            | 3                |      |
| DNS    | 12  | Horace Gould            | Maserati      |           | Vůz řídil Gregory |                  |      |
| Zdroj: |     |                         |               |           |                   |                  |      |

Poznámky
1. ↑  Stirling Moss získal jeden bod za zajetí nejrychlejšího kola.

## Průběžné pořadí po závodě
Pohár jezdců
|        | Pořadí | Jezdec              | Body |
| ------ | ------ | ------------------- | ---- |
| 1      | 1      | Stirling Moss       | 17   |
| 1      | 2      | Luigi Musso         | 12   |
|        | 3      | Maurice Trintignant | 8    |
| 4      | 4      | Harry Schell        | 8    |
| 1      | 5      | Mike Hawthorn       | 7    |
| Zdroj: |        |                     |      |

Pohár konstruktérů
|        | Pořadí | Konstruktér   | Body |
| ------ | ------ | ------------- | ---- |
|        | 1      | Cooper-Climax | 19   |
|        | 2      | Ferrari       | 14   |
| 2      | 3      | Vanwall       | 8    |
|        | 4      | BRM           | 8    |
| 2      | 5      | Maserati      | 3    |
| Zdroj: |        |               |      |